# Wikipedia tiếng Sindh
Wikipedia tiếng Sindh (Sindhi: سنڌي وڪيپيڊيا, Urdu سندھی ویکیپیڈیا) là một bách khoa toàn thư trực tuyến mở, mở cửa ngày 6 tháng 2 năm 2006, là phiên bản tiếng Sindh của Wikipedia, một bách khoa toàn thư mở miễn phí. Phiên bản này có 19.229 bài viết.

## Các cột mốc
| Thời điểm | Cột mốc | Chú thích |
| --------- | ------- | --------- |
| 2015      | 1000    |           |